# Shendao

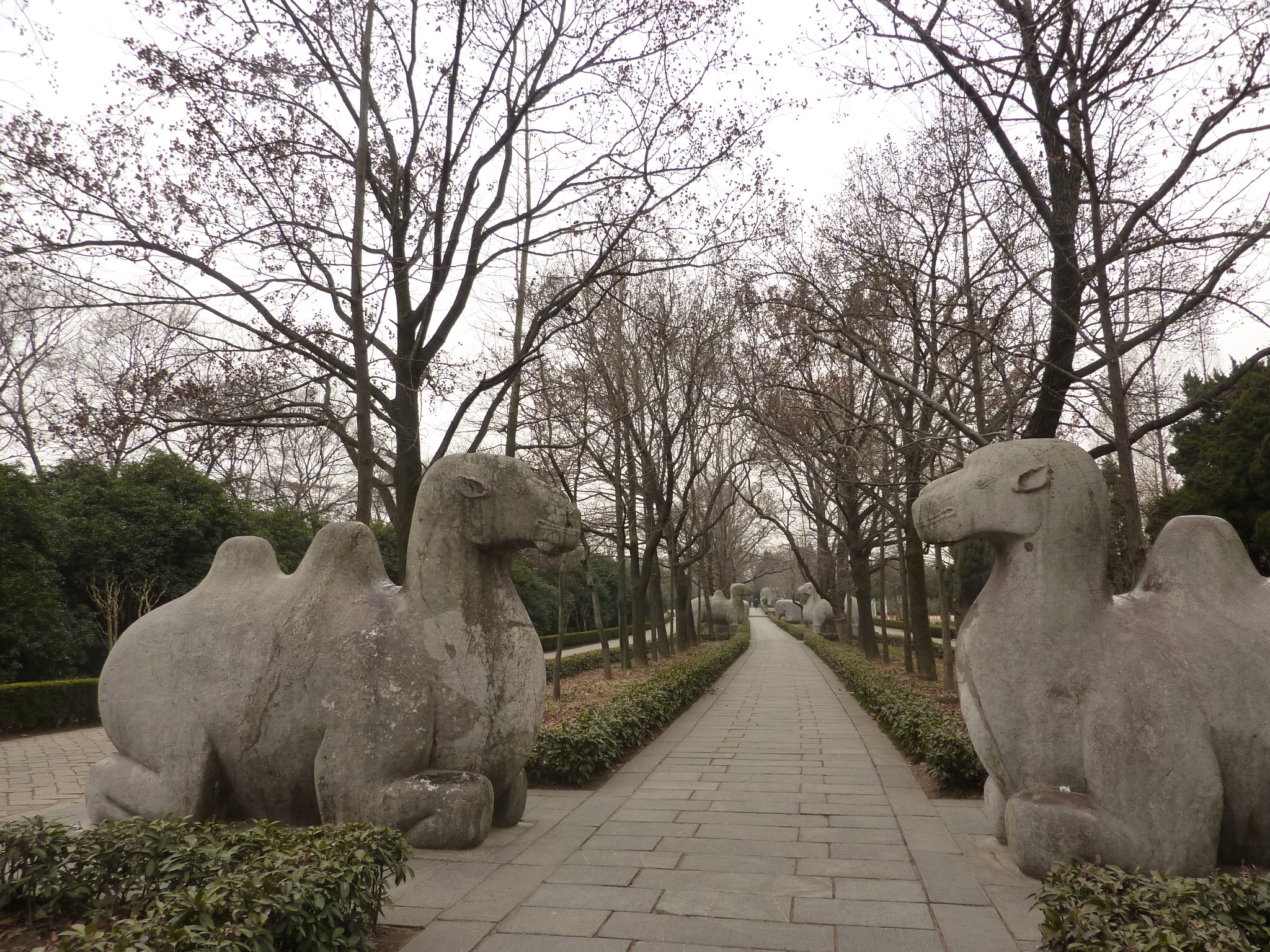
Fragment drogi duchów wiodącej do Mauzoleum Ming Xiaoling

Shendao (chiń. 神道; pinyin shéndào; dosł. „droga duchów”) – w chińskiej architekturze sakralnej rytualna droga, prowadząca do grobowca cesarza lub jakiegoś ważnego dostojnika. Shendao pojawiły się w połowie II wieku p.n.e., w okresie panowania zachodniej dynastii Han.
Drogę duchów otwiera zazwyczaj brama pailou. Wzdłuż niej ustawione są symetrycznie rozmaite posągi mające pełnić funkcję strażników: mitycznych stworzeń, zwierząt, wojowników i dygnitarzy, a także kolumny huabiao i stele.